# Melissa (cantante)
Melissa, o Melissa Chimenti, pseudonimo di Maria Rosa Chimenti (Asmara, 28 settembre 1948), è una cantante e attrice italiana.

## Biografia
Nasce in Eritrea da padre italiano (di origine pugliese) e madre eritrea; ancora bambina la famiglia ritorna in Italia e si stabilisce a Roma, città in cui Maria Rosa, diventata adolescente, inizia a frequentare locali come il Piper Club ed il Titan.
Dotata di una voce gradevole ed intonata e di una bella presenza, viene notata da alcuni discografici che le propongono un contratto discografico con la Decca, che la fa debuttare con il nome d'arte di Melissa a Un disco per l'estate 1968 con la canzone La spiaggia è vuota.
Passa poi alla Parade (grazie all'interessamento di Carlo Rossi), con cui incide altri due 45 giri, ed alla Produttori Associati.
Per qualche tempo tralascia l'attività di cantante per dedicarsi a quella di attrice, con il nome d'arte Melissa Chimenti: uno dei suoi film più noti è Papaya dei Caraibi, diretto da Joe D'Amato nel 1978.
Nel 1977 viene contattata da Giampiero Scalamogna, conosciuto ai tempi del Piper Club, ed entra a far parte del gruppo Gepy & Gepy, insieme a Marcella Petrelli (con cui crea un dualismo tra lei, bruna e mulatta, e la Petrelli, bionda e di carnagione chiara), riprendendo così a cantare.
Continua la carriera continuando ad incidere dischi da solista, per poi ritirarsi a vita privata fino al 2016 debuttando in teatro, in una compagnia teatrale amatoriale di Ciampino, città dove abita.

## Discografia

### Da solista
Singoli
- 1968 – La spiaggia è vuota/Le fragole (Decca, FI 713)
- 1969 – Ricordati di me/Tam tam (Parade, PRC 5069)
- 1969 – Balla ancora insieme a me/Ricordati di me (Parade, PRC 5078)
- 1971 – Apparizione/Dove muore la città (Produttori Associati, PA/NP 3178)
- 1973 – Quel sorriso nelle sue mani/Che fai! (Erre, RR 3062)
- 1980 – Un po' gay/Jimmy (Blitz Record, BLZ 021)
- 1985 – Deliverer of My Mind (Full Time Records, FTM 31567; inciso come Kwin Melissa)
- 1986 – Egyptian Ring/Bad Loser (Five Record, FM NP 13123; inciso come Kwin Melissa)

## Con Gepy & Gepy
- 1979 – Body to Body
- 1994 – The Best (raccolta)

## Filmografia
- Le mille e una notte... e un'altra ancora!, regia di Enrico Bomba (1972)
- Rivelazioni di uno psichiatra sul mondo perverso del sesso, regia di Ralph Brown (1973), come Melissa Chimenti
- Valdez, il mezzosangue, regia di John Sturges e Duilio Coletti (1973) come Melissa Chimenti
- Farfallon (1974) di Riccardo Pazzaglia
- Carambola, regia di Ferdinando Baldi (1974) come Melissa Chimenti
- Papaya dei Caraibi, regia di Joe D'Amato (1978) come Melissa Chimenti
- Gardenia, il giustiziere della mala, regia di Domenico Paolella (1979) come Melissa